# Porcaro
Porcaro är en kommun i departementet Morbihan i regionen Bretagne i nordvästra Frankrike. Kommunen ligger i kantonen Guer som tillhör arrondissementet Vannes. År 2022 hade Porcaro 749 invånare.

## Befolkningsutveckling
Antalet invånare i kommunen Porcaro
| Referens: INSEE |